# صادق رفعت باشا
صادق رفعت باشا (25 أكتوبر 1807-11 فبراير 1857)، كان مشيرًا ورجل دولة ودبلوماسيًا عثمانيًا، وكان الصدر الأعظم مرتين للإمبراطورية العثمانية.
كانت مسيرة صادق رفعت باشا في البداية متماشية مع رجال الدولة الثلاثة في عصر التنظيمات (مصطفى رشيد باشا ومحمد أمين علي باشا ومحمد فؤاد باشا). ومع ذلك، فإن المنافسة الداخلية والتغييرات المتكررة لأماكن البيروقراطيين العثمانيين في ذلك الوقت، وخاصة تدخل القوى الأجنبية منعته من تولي المنصب لفترة أطول. توفي في سن مبكرة نسبيًا عام 1857.